# Putschversuch in Mauretanien 2003

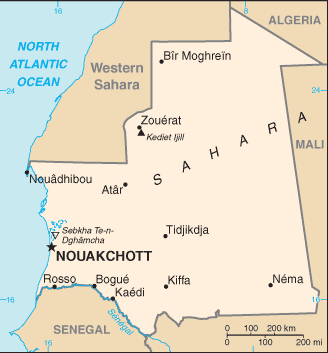
Karte von Mauretanien

Der Putschversuch in Mauretanien 2003 (arabisch انقلاب 2003 في موريتانيا, französisch Tentative de coup d’État de 2003 en Mauritanie, en.: military coup, 2003 Mauritanian coup d’état attempt) ereignete sich in Mauretanien am 8.–9. Juni 2003. Rebellen unter Major Saleh Ould Hanenna stießen auf Einheiten der Mauretanischen Streitkräfte, die Präsident Maaouya Ould Sid’Ahmed Taya loyal geblieben waren. Nach zwei Tagen mit schweren Häuserkämpfen in der Hauptstadt Nouakchott schlugen diese den Putschversuch nieder.
In der Folge gewann Taya die Präsidentschaftswahl am 7. November 2003 mit über 67 % der Stimmen, obwohl die Opposition über Wahlbetrug klagte. Der zweitplatzierte Kandidat und ehemalige Staatschef, der auch Vorsitzender des Comité militaire de salut national (CMSN) gewesen war, Oberst Mohamed Khouna Ould Haidalla, wurde unmittelbar vor und kurz nach der Wahl erneut verhaftet und der Planung eines Putschs beschuldigt.
Hanenna entging zunächst seiner Gefangennahme und kündigte die Bildung einer Rebellengruppe namens „Ritter des Wandels“ (arabisch فرسان التغيير‎) an, wurde aber schließlich Ende 2004 gefasst und zusammen mit anderen mutmaßlichen Verschwörern Anfang 2005 zu lebenslanger Haft verurteilt und entgingen damit der von der Staatsanwaltschaft beantragten Todesstrafe.
Nach dem Staatsstreich in Mauretanien 2005, bei dem Taya abgesetzt wurde, wurde Hannena aufgrund einer Amnestie der neuen Junta, dem Militärrat für Gerechtigkeit und Demokratie (CMJD), freigelassen.